# 전재호
전재호(田在浩, 1979년 8월 8일 ~ )는 대한민국의 전직 축구 선수로서 포지션은 수비수이다.

## 학교체육 시절
서울무학초등학교, 중앙대학교사범대학부속중학교, 중앙대학교사범대학부속고등학교, 홍익대학교를 졸업하였다. 단신이지만 덩치 큰 선수들을 상대로 몸싸움을 마다하지 않는 악착같은 플레이와 포기하지 않는 근성으로 인하여 '작은 고추'라는 별명이 붙었다.

## 축구인 생활

### 선수 생활
2002년 성남 일화 천마에 입단하였으나, 그 해 아디다스 컵을 포함하여 3경기를 뛰는데 그쳤고, 2003년에서야 리그에서 31경기를 뛰었다. 2004년 당시 신생팀인 인천 유나이티드에 창단 멤버로 이적하였고, 현재까지 오랜 기간 동안 선발 요원으로 활약하고 있다. 2005년 K-리그 준우승에 공헌하였고, 2007년 팀의 주장을 맡았다. 2012년 7월 24일, 전재호는 강원 FC로 이적하였다.

### 국가 대표 생활
2004년 당시 국가대표팀의 감독이있던 움베르투 코엘류 감독의 선택으로 국가대표에 발탁되었으나, 다리 부상으로 하차하였다.

### 지도자 생활
2015년 인천 유나이티드 FC의 U-18 유소년 팀인 인천대건고등학교 축구부의 코치로 선임되었다.

## 그 외
2007년 9월 22일 수원 삼성 블루윙즈와의 경기에서 전반전에 이관우에게 거친 파울을 범하자 이를 주심이 그 전 임중용과 에두의 신경전의 보복으로 판단하여 경고를 받아 경고누적으로 퇴장당하자 판정에 불만을 품고 경기장을 나가는 도중에 당시 생중계를 하던 TV 중계 카메라를 밀치며 원색적인 욕설을 내뱉으며 이 장면이 고스란히 방영돼 물의를 빚었고, 이에 대한 한국프로축구연맹은 9월 28일 상벌위원회를 열어 벌금 500만원의 징계를 내렸다.

## 경력

### 선수 경력
- 2002년 ~ 2003년  성남 일화 천마
- 2004년 ~ 2011년  인천 유나이티드
- 2012년 ~ 2012년 7월  부산 아이파크
- 2012년 7월 ~ 2013년  강원 FC

## 수상

### 클럽

#### 성남 일화 천마
- K-리그 우승 2회 (2002년, 2003년)
- 아디다스 컵 우승 1회 (2002년)
- 대한민국 슈퍼컵 우승 1회 (2002년)

#### 인천 유나이티드
- K-리그 준우승 1회 (2005년)